# HUNGRY HEART 野驁射手
《HUNGRY HEART 野驁射手》（日语：ハングリーハート WILD STRIKER），是高橋陽一2002年至2004年在《週刊少年Champion》上連載的一部日本漫畫作品，出版社是秋田書店，單行本共6卷。

## 故事簡介
非常喜歡足球卻又因故放棄足球的主人公葉恭介，進入城陽茜丘高中後因為同年級同學美紀與森的勸誘而加入了足球隊，但即使是如此，一開始在足球隊裏也是風波不斷，但是自己的自尊心促使他向著全日本第一前鋒的目標前進！在與大家磨合、一起參加縣預賽以及全國高中校際賽過程中，恭介慢慢趨於成熟，球技和觀念都發生了很大的變化。最後邁上職業球員道路，加盟荷甲勁旅阿積士。

## 登場人物
香港為TVB配音版。

### 城陽茜丘高中

#### 男子隊
葉恭介
配音：鳥海浩輔陳欣、鄭麗麗（幼年）
主角，城陽茜丘高中1年級→2年級，擔任前鋒。
國中時期因為得知自己是養子的關係而自我放逐，過著成天打架鬧事的日子。故事初期因為打架與破壞公物，遭到同校同學辻脇美紀威脅而被迫擔任女子足球隊的教練，在過程中再次感受到對足球的熱情而加入足球社，與巴西留學生羅杜里哥和日歐混血新生境·傑弗遜·公司被合稱為一年級三人組。拥有射出橙色光芒并毁坏交通灯的射球脚力，并以强大的意志及不合常理的进攻手段著称。
曾經被教練村上一夫安排踢後衛。初期對村上的安排大惑不解，但之後明白村上的用意，就是要葉恭介去了解後衛面對前鋒時的心態及反應，然後做回前鋒時便可以捉到對方後衛的心理及動作。
橘色頭髮為其註冊商標，擁有被球棒與鐵管攻擊也幾乎毫無影響的強健體格，但同時亦有著一靠近女孩子就會起蕁麻疹的怪異體質，少數不會誘發這種奇特現象的年輕女性只有美紀與香織兩位。
食慾非常好，有別其他隊員難以適應酒店餐廳口味。這也讓他在高強度跑動下保持精力充沛。
親生父親為山梨縣22年前傳說的箭頭成見圭介，因為父母車禍死亡的關係而被葉家收養，義兄葉成介為日本天才足球員，也是恭介憧憬與追逐的目標。
本身是荷蘭隊的球迷，頭髮會染成橘色也是因為這個原因。在故事尾聲加入荷蘭球隊阿積士。動畫版葉恭介本身並非荷蘭球迷，亦不認識阿積士球隊，將頭染成橙色與荷蘭隊無關。
羅杜里哥
配音：石塚堅蘇強文
城陽茜丘高中1年級→2年級，巴西留學生，擔任中場。
由校長重金禮聘，學費與生活費全由學校買單的留學生。故事初期因為覺得日本足球實力太弱而打算回巴西，但因為迷上宿舍營養指導員堂本香織而決定留下（動畫中略去相關情節），在宿舍中與恭介和境同住一間房。原本是個人主義頗重的選手，後來被任命為球隊中場指揮官後逐漸成長為球隊的中堅之一。
暑假期間曾因為母親病倒，為了籌措醫藥費與家人生活費而一度打算退出球隊，最後在眾人的協助下度過難關。動畫版略去相關情節，而增加了羅杜里哥被日職聯球隊垂青，但最後決定留在城陽茜丘高中。
境·傑弗遜·公司
配音：高塚正也梁偉德
城陽茜丘高中1年級→2年級，在歐洲長大的歐日混血兒，擔任守門員。
由於外型俊美，在女孩子之間有著相當高的人氣，甫入學就有私人的非正式球迷俱樂部，人數高達70人之譜。故事初期認為與其在學校踢球不如加入職業球隊，卻因為同樣迷上堂本香織而決定留下。由于童年时头部受伤带来阴影，一開始雖然有著一被進死角球就會失去集中力的問題，但隨著故事進行亦逐漸成長為球隊主力選手之一。
小時候雙親離異，有一名叫繪里香的妹妹，暑假期間因為家庭因素而決定跟隨家人遷往英國倫敦，卻又在一星期後決定回到日本。動畫版改為母親在境幼年時因車禍喪生，亦刪去妹妹繪里香一角，而境在跟隨父親前往倫敦之前決定留下，沒有遷往倫敦。
佐古俊也
配音：永野善一雷霆
城陽茜丘高中3年級，足球隊的隊長，擔任中場。
與國領高中王牌守門員井口為同一所國中畢業，曾經參加過國領高中足球隊的入隊測驗但落選，因此進入城陽茜丘高中就讀，並且以打倒王者國領為目標。相當受到隊員以及教練信賴的人物。
釜田豪三
配音：乃村健次李錦綸
城陽茜丘高中3年級，足球隊的副隊長，擔任後衛。
和隊長佐古一樣同為三崎國中的畢業生，也參加過國領高中足球隊的入隊測驗並落選，因而與佐古一起選擇城陽茜丘高中。高中畢業後選擇繼承家裡的拉麵店，足球隊練習之餘有時也會去店內光顧。動畫版釜田高中畢業後加入一隊商業機構的球隊。
別號戽斗兄、戽斗大叔（アゴ軍曹），本人則很討厭這個外號。
江坂
配音：松本吉朗李錦綸→陳卓智
城陽茜丘高中2年級生→3年級，足球隊隊員，擔任中場。佐古俊也高中畢業後，繼承他擔任城陽茜丘足球隊隊長。
一河
配音：吉野裕行鄺樹培
城陽茜丘高中2年級生→3年級，足球隊隊員，擔任翼鋒。升上高中3年級後，擔任足球隊副隊長。
笹尾和行
配音：蘇武健治雷霆
城陽茜丘高中2年級生→3年級，足球隊隊員。
土居龍生
配音：馬場圭介馮錦堂、鄺樹培（代配）、雷霆（代配）、陳卓智（代配）
城陽茜丘高中2年級生→3年級，足球隊隊員。
戶田邦和
配音：河野裕己陳卓智、鄺樹培（代配）、馮錦堂（代配）
城陽茜丘高中2年級生→3年級，足球隊隊員。
菊本ハジメ
配音：小野大辅雷霆
城陽茜丘高中2年級生→3年級，足球隊隊員。
清水ミツル
配音：志贺慎吾梁偉德→李錦綸
城陽茜丘高中3年級生，足球隊隊員。
大村ハルキ
配音：游佐浩二潘文柏→林保全→梁志達→陳卓智→招世亮
城陽茜丘高中3年級生，足球隊隊員。
上野悟
配音：笹田贵之馮錦堂、黃榮璋（代配）
城陽茜丘高中3年級生，足球隊隊員。
木場優也
配音：鈴村健一李錦綸
動畫原創角色。城陽茜丘高中1年級生，葉恭介升上高中2年級後才加入足球隊的新力軍，擔任前鋒。新自大三人组之一，起初性情独行独断，好大喜功，强迫和也，真彦服从命令，恨不得要他们传球给自己领功。亦因为他性格，导致全国高中县预赛连输天神高中及富士川高中。後來逐漸改變並融入球隊。
室井和也
配音：竹本英史林保全
動畫原創角色。城陽茜丘高中1年級生，葉恭介升上高中2年級後才加入足球隊的新力軍，擔任後衛。新自大三人组之一，在恭介第二次参加全国高中县联赛时对弱队天神高中，因急于雪耻跟境互争挡接射球而导致输了一球。
新川真彥
配音：福山潤馮錦堂
動畫原創角色。城陽茜丘高中1年級生，葉恭介升上高中2年級後才加入足球隊的新力軍，擔任翼鋒。新自大三人组之一。
田中
配音：ダイ雅也梁偉德
城陽茜丘高中1年級→2年級，足球隊後備隊員。
村上一夫
配音：松山鷹志潘文柏
城陽茜丘高中足球社教練。
有著平日整天懶散釣魚抽煙，球隊訓練事務全丟給球隊隊長處理的一面；同時也有著熱心指導球員練習的一面，對於隊員則採取「去者不追，來者不拒」的自由主義。
成見圭介為其高中時代的球隊學長，因為這層關係而指導過恭介其父的踢球技術，少數知道恭介身世的人物之一。
動畫版中則追加了前日本代表隊前鋒的設定，中山雅史並以客串身份飾演他的後輩。

#### 女子隊
辻脇美紀
配音：加藤夏希陳凱婷
城陽茜丘高中1年級→2年級，恭介隔壁班的同學，女子足球隊的隊長。
由於看了足球漫畫（疑似為《足球小將》）才喜歡上足球，進而在學校裡成立女子足球隊。在得知恭介為天才球員叶成介的弟弟後，威脅他擔任女子足球隊的教練。
與恭介為時常鬥嘴的歡喜冤家，實際上彼此的感情與互動均相當良好，故事尾聲兩人似乎已經訂婚。動畫版則沒有講述。
森高萬里
配音：福森加織陸惠玲
女子隊教練。中山雅史超級球迷。
千繪
配音：廣津佑希子雷碧娜
城陽茜丘高中1年級→2年級，女子足球隊隊員。
典子
配音：岡田優香黃麗芳
城陽茜丘高中1年級→2年級，女子足球隊隊員。
真奈
配音：貝塚珠美林元春
城陽茜丘高中1年級→2年級，女子足球隊隊員。
泉
配音：比留間明花袁淑珍
城陽茜丘高中1年級→2年級，女子足球隊隊員。
夏美
配音：豊後敦子曾秀清
城陽茜丘高中1年級→2年級，女子足球隊隊員。
真希
配音：永吉由佳梁少霞
城陽茜丘高中1年級→2年級，女子足球隊隊員。

#### 其他角色
森一人
配音：日比野朱里袁淑珍、蔡惠萍（代配）
城陽茜丘高中1年級→2年級，與美紀同一所國中畢業的同學，足球社經理。
在高中入學前便申請擔任球隊經理，非常熱心積極，在球隊中有著相當的人望。小學時期原本是優秀的選手，因為車禍的緣故導致左腳腳踝彎曲，但因為熱愛足球的關係，抱持著就算不能當選手還是能當經理的想法加入球隊。
堂本香織
配音：荒木香惠劉惠雲
城陽茜丘高中橘色宿舍營養指導員兼女子足球隊臨時教練，20歲。
恭介義兄成介的女朋友，受成介之託照顧其弟，由於長相出色又擅長料理，在橘色宿舍住宿生中有著很高的人氣，羅杜里哥與境一開始之所以願意留在城陽茜丘高中，幾乎可說是她的功勞。
大森福子
配音：井關佳子雷碧娜
藤澤加玲
配音：上村貴子鄭麗麗
動畫原創角色。茜丘高中足球部的經理。恭介和美紀的同班同學。
藤澤健太
配音：廣津佑希子雷碧娜→林元春
動畫原創角色。藤澤加玲的弟弟。
森高耕造
配音：杉野博臣→小和田貢平林保全、源家祥（代配）
城陽茜丘高中理事長。
森高良造
配音：上別府仁資盧國權

### 國領高校
神山雄二郎
配音：原澤勝廣馮錦堂
國領高校足球隊前鋒，日本少年國家隊成員。乃釜田恐惧的存在，国领入选时期实力就明显超出他，拥有强悍体能及射球威力，冬季選手權大賽舉行前能轻易撞倒叶恭介。
藤森薰
配音：平川大輔盧素娟
國領高校足球隊中場，日本少年國家隊成員。
藤森稔
配音：遊佐浩二雷碧娜
國領高校足球隊中場，日本少年國家隊成員。
井口圭司
配音：田邉真悟雷霆
國領高校足球隊門將，日本少年國家隊成員。偶爾能挡下叶恭介的橙色射球。
小泽
配音：近藤隆梁志達
國領高校足球隊前鋒。
關
配音：葛城政典張炳強
國領高校足球隊前鋒。
近藤教練
配音：小形滿陳永信→招世亮→張炳強
國領高校領隊。

### 山之森高校
山教練
配音：小形滿林保全
山之森高校領隊。

### 陵星大學附屬高中
古木
配音：遊佐浩二陳卓智
陵星高校足球隊隊長，擅长以收集数据分析制服对手。古木理惠的哥哥。
速見
配音：小野大辅李錦綸
陵星高校足球隊隊員，原為田徑隊隊員，被古木挖角。藤澤加玲的初中同學。

### 天神高校
片岡
配音：原沢勝広招世亮
天神高校足球隊隊長，帶領一眾隊員在比賽耍陰招，致使恭介受傷。其後在縣預賽被恭介一雪前恥。

### 天龍高校
布川教練
配音：宇垣秀成張炳強
天龍高校的教練。
加賀美勇樹
配音：鈴村健一蘇強文→陳振安
天龍高中足球隊隊長，日職聯球員，一直以己方阵地被踢入球为耻辱，拥有阅览整个球场视野能力，擅于越位战术，因他天龙高中多次成为全国冠军，動畫版中兩度把拥有叶恭介的城阳茜优打败，被喻為葉成介繼承者。

### 校外角色
葉成介
配音：子安武人陳卓智、盧素娟（幼年）
恭介的義兄，被譽為21世紀日本的天才足球選手。
教導恭介踢足球的啟蒙人物，有著相當耀眼的經歷，國中在山梨縣二和崎中學拿下全國冠軍，高中在靜岡縣名校天龍學園創下三連霸偉業，出場過17歲組與20歲組的國際賽事，並在20歲組拿到準優勝，高中畢業後直接與AC米蘭簽約，成為職業選手。
角色原型為加卡。
古木理惠
配音：嘉數由美黃麗芳
葉恭介的朋友。
立花加奈
配音：天神有海劉惠雲
葉恭介的朋友。
岡部瞬也
配音：平川大輔梁偉德
葉恭介的朋友。
柴田剛
配音：土井隆彦馮錦堂
葉恭介的朋友。
鄉原大
配音：森訓久鄺樹培
葉恭介的朋友。
中山雅史
配音：中山雅史招世亮
1998年世界杯日本代表队前锋，于决赛阶段攻入首个入球，性格跟村上教练一样跟吊儿郎当，但球风跟叶恭介一样，以强大意志及善于以脸部挡射球著称。
葉文作
配音：石井康嗣林保全
葉成介父親，葉恭介的養父。
葉富美子（聲：雷碧娜）
葉成介母親，葉恭介的養母。
成見圭介（聲：蘇強文）
葉恭介生父，早年死於車禍。
成見光子（聲：劉惠雲）
葉恭介生母，早年死於車禍。

## 電視動畫

### 製作人員
- 製作：本橋浩一
- 企畫：佐藤昭司、瀧山雅夫、松崎容子
- 製作管理：遠藤重夫
- 監督：嵯峨敏
- 總作畫監督：青木哲朗、加瀨政廣
- 美術設定：伊藤主計
- 美術監督：石橋建一
- 色彩設計：大平敬志
- 音樂：中村暢之
- 音響監督：高橋秀雄

### 主題曲
日本版主題曲
1. 「2nd stage」（1 - 42話）　
作詞：Keiji、市川善康、作曲：Keiji、編曲：Kids Alive、五十嵐淳一／歌：Kids Alive
2. （43 - 52話）
作詞：田久保真見、作曲：大野宏明、編曲：旭純／歌：加藤夏希 as 辻脇美紀 featuring アテネジェネレーション

香港版主題曲
1. 「黃金入球」（1 - 52集）（改編「2nd stage」）
作詞：高皓正、作曲：Keiji、編曲：Kids Alive、五十嵐淳一／歌：周國賢

片尾曲
1. （1 - 12話）
作詞：安岡信一、作曲：本多哲郎、編曲：関淳二郎／歌：唄人羽
2. （13 - 39話）
作詞、作曲：KOKIA、編曲：澤近泰輔／歌：KOKIA
3. （40 - 52話）
作詞、作曲：KOKIA、編曲：澤近泰輔／歌：KOKIA

（香港版本全數使用作片尾曲》）

### 插曲
- 「Song for Lover」

作詞及作曲：Keiji，歌：Kids Alive

### 獎項
- 由周國賢演唱的香港版主題曲《黃金入球》曾於《2004兒歌金曲頒獎典禮》內奪得「十大兒歌金曲」獎
- 由周國賢演唱的香港版主題曲《黃金入球》曾於 2005 年度的「新城勁爆兒歌頒獎禮」內奪得「新城勁爆兒歌」獎

### 各話標題
| 話數 | 日文標題 | 中文標題                       | 劇本       | 分鏡              | 演出                   | 作畫監督                     | 總作畫監督          |
| ---- | -------- | ------------------------------ | ---------- | ----------------- | ---------------------- | ---------------------------- | ------------------- |
| 1    |          | 你就是恭介？                   | 菅良幸     | 石山貴明          | 福島利規               | 岡迫亘弘 加瀨政廣            | 青木哲朗            |
| 2    |          | 多謝你！教練                   | 菅良幸     | 江上潔 石山貴明   | 廣嶋秀樹               | 梶浦紳一郎                   | 青木哲朗            |
| 3    |          | 絕對不會輸                     | 菅良幸     | 石山貴明          | 福島利規               | 中島美子                     | 青木哲朗            |
| 4    |          | 要做後衛？                     | 菅良幸     | 吉川浩司 石山貴明 | 吉川浩司               | 土屋幹夫 加瀨政廣            | 青木哲朗            |
| 5    |          | 無鞋挽屐走                     | 菅良幸     | 石山貴明          | 岡田宇啓               | 小林勝利 加瀨政廣            | 青木哲朗            |
| 6    |          | 為何不是前鋒？                 | 菅良幸     | 石山貴明          | 福島利規               | 谷口守泰                     | 青木哲朗            |
| 7    |          | 不要輕看足球                   | 菅良幸     | 石山貴明 鏑木宏   | 鏑木宏                 | 加瀬政廣                     | 青木哲朗            |
| 8    |          | 不會將位置讓給人               | 菅良幸     | 嵯峨敏            | 嵯峨敏                 | 青木哲朗                     | -                   |
| 9    |          | 男子漢，怎可以這麼怯？         | 菅良幸     | 康村諒            | 桝井剛                 | 山口正三                     | 青木哲朗            |
| 10   |          | 看到，看得很清楚！             | 菅良幸     | 津田義三          | 濁川敦                 | 加瀨政廣                     | 青木哲朗            |
| 11   |          | 恭介是城陽茜丘的弱點           | 菅良幸     | 楠葉宏三          | 山崎友正               | 柳瀨讓二                     | 青木哲朗            |
| 12   |          | 移開龍門框                     | 菅良幸     | 鏑木宏            | 鏑木宏                 | 北山修一                     | 青木哲朗            |
| 13   |          | 爆炸頭哥哥                     | 菅良幸     | 小林孝嗣          | 恭輔                   | 大坂竹志                     | 青木哲朗            |
| 14   |          | 各位，更衣室集合               | 菅良幸     | 淵上真            | 山口美浩               | 加瀨政廣                     | 青木哲朗            |
| 15   |          | 這球是什麼射球？               | 菅良幸     | 津田義三          | 濁川敦                 | 高橋英吉                     | 青木哲朗            |
| 16   |          | 已經忍無可忍！                 | 菅良幸     | 小林孝志          | 山崎友正               | 柳瀨讓二                     | 青木哲朗            |
| 17   |          | 迫你們出主力                   | 菅良幸     | 淵上真            | 鏑木宏                 | 北山修一                     | 青木哲朗            |
| 18   |          | 羅杜里哥有點不妥！             | 菅良幸     | 津田義三          | 恭輔                   | 櫻井木之實                   | 青木哲朗            |
| 19   |          | 言出必行                       | 菅良幸     | 小林孝志          | 山口美浩               | 加瀨政廣                     | 青木哲朗            |
| 20   |          | 為何這樣沒有神氣？             | 水野健太郎 | 香川豐            | 濁川敦                 | 高橋英吉                     | 青木哲朗            |
| 21   |          | 死性不改                       | 水野健太郎 | 鈴木孝義          | 山崎友正               | 柳瀨讓二                     | 青木哲朗            |
| 22   |          | 我們正在做什麼呢？             | 菅良幸     | 淵上真            | 恭輔                   | 櫻井木之實                   | 青木哲朗            |
| 23   |          | 露天溫泉                       | 菅良幸     | 三浦辰夫          | 西田健一               | 三浦辰夫                     | 青木哲朗            |
| 24   |          | 你這班人太自大了！             | 菅良幸     | 鏑木宏 楠葉宏三   | 鏑木宏                 | 北山修一                     | 青木哲朗            |
| 25   |          | 我要以足球打出名堂！           | 水野健太郎 | 鈴木孝義          | 嵯峨敏                 | 加瀨政廣                     | 青木哲朗            |
| 26   |          | 期待已久                       | 菅良幸     | 西田健一          | 西田健一               | 三浦辰夫                     | -                   |
| 27   |          | 十二碼決勝負                   | 菅良幸     | 鈴木孝義          | 鈴木孝義               | 伊藤秀樹                     | 青木哲朗            |
| 28   |          | 用平時的方法                   | 菅良幸     | 淵上真            | 恭輔                   | 櫻井木之實                   | 青木哲朗 佐久間康子 |
| 29   |          | 來吧！紅鬚軍師！               | 菅良幸     | 鈴木孝義          | 山崎友正               | 柳瀨讓二                     | 青木哲朗            |
| 30   |          | 我來了！哥哥                   | 水野健太郎 | 鏑木宏            | 鏑木宏                 | 北山修一                     | 青木哲朗            |
| 31   |          | 今日你完全打動不到我           | 水野健太郎 | 淵上真            | 濁川敦                 | 加瀨政廣                     | 青木哲朗            |
| 32   |          | 葉恭介，我不會放過你！         | 水野健太郎 | 西田健一          | 西田健一               | 三浦辰夫                     | -                   |
| 33   |          | 莫非由我當隊長一職？           | 菅良幸     | 香川豐            | 鈴木孝義               | 佐久間康子                   | 青木哲朗            |
| 34   |          | 多練十年吧，紅色雀巢頭！       | 菅良幸     | 上原秀明          | 恭輔                   | 大坂竹志                     | 青木哲朗            |
| 35   |          | 這個時候，連恭介也是一樣！     | 菅良幸     | 淵上真            | 山崎友正               | 加瀨政廣                     | 三浦辰夫            |
| 36   |          | 你這班人，究竟正在做什麼？     | 水野健太郎 | 鏑木宏            | 鏑木宏                 | 北山修一                     | 青木哲朗            |
| 37   |          | 一個都不肯跟我來？             | 水野健太郎 | 鈴木孝義          | 白石道太               | 三宅雄一郎                   | 青木哲朗            |
| 38   |          | 隊長江坂                       | 菅良幸     | 西田健一          | 西田健一               | 三浦辰夫                     | -                   |
| 39   |          | 大食懶女學生，還想要休息多久？ | 水野健太郎 | 細田雅弘          | 細田雅弘               | 三井壽                       | 青木哲朗            |
| 40   |          | 終於回來了                     | 菅良幸     | 淵上真            | 鈴木孝義               | 佐久間康子                   | 青木哲朗            |
| 41   |          | 十二球                         | 菅良幸     | 真田寿信          | 鏑木宏                 | 北山修一                     | 青木哲朗            |
| 42   |          | 誰是紅鬚軍師？                 | 菅良幸     | 上原秀明          | 三宅雄一郎             | 佐佐木優                     | 三浦辰夫            |
| 43   |          | 可以弄少少時間給我嗎？         | 水野健太郎 | 津田義三          | 津田義三               | 西城隆詞                     | 青木哲朗            |
| 44   |          | 爸爸，我可以照顧自己           | 水野健太郎 | 西田健一          | 西田健一               | 三浦辰夫                     | -                   |
| 45   |          | 好！儘管來吧!!                 | 菅良幸     | 淵上真            | 石原步美               | 三井壽                       | 青木哲朗            |
| 46   |          | 有前無後的足球                 | 菅良幸     | 鈴木孝義          | 鈴木孝義               | 佐久間康子                   | 青木哲朗            |
| 47   |          | 你想帶我去哪裡？               | 水野健太郎 | 鏑木宏            | 鏑木宏                 | 北山修一                     | 青木哲朗            |
| 48   |          | 怎可以任人魚肉？               | 水野健太郎 | 上原秀明          | 井草薰                 | 村井孝司 渡邊純子            | 三浦辰夫            |
| 49   |          | 可以留多一會嗎？村上           | 菅良幸     | 三家本泰美        | 濁川敦                 | 藪野浩二                     | 青木哲朗            |
| 50   |          | 等了你很久了，葉恭介！         | 水野健太郎 | 西田健一          | 鈴木孝義               | 三浦辰夫                     | -                   |
| 51   |          | 城陽茜丘精神                   | 水野健太郎 | 淵上真            | 鈴木孝義 鏑木宏 濁川敦 | 青木哲朗 佐久間康子          | -                   |
| 52   |          | 你儘管去吧！葉恭介!!           | 菅良幸     | 嵯峨敏            | 嵯峨敏                 | 北山修一 青木哲朗 佐久間康子 | -                   |

### 播放時間
| 翡翠台 星期六 10:50－11:45 節目 3月20日 11:05－12:00 5月1日、8月14日 暫停播映 8月21日、8月28日 10:50－11:20 | 翡翠台 星期六 10:50－11:45 節目 3月20日 11:05－12:00 5月1日、8月14日 暫停播映 8月21日、8月28日 10:50－11:20 | 翡翠台 星期六 10:50－11:45 節目 3月20日 11:05－12:00 5月1日、8月14日 暫停播映 8月21日、8月28日 10:50－11:20 |
| --- | --- | --- |
| | 踢出我天地 （2004年3月13日－9月25日）                                                                       | |
| 棋靈王 | Cyber守護星 重播                                                                                            | |

| 香港 Animax 星期一至星期五上晚上六時三十分至七時 | 香港 Animax 星期一至星期五上晚上六時三十分至七時 | 香港 Animax 星期一至星期五上晚上六時三十分至七時 |
| ------------------------------------------------ | ------------------------------------------------ | ------------------------------------------------ |
|                                                  | 野驁射手 （2005年4月12日－）                     |                                                  |
| —                                                | —                                                |                                                  |

## 外部連結
- HUNGRY HEART 野驁射手官方網站 （页面存档备份，存于）（日語）

1. . eresources.nlb.gov.sg.   [2025-04-24].